# البرج (عكار)
البرجهي قرية لبنانية من قرى قضاء عكار في محافظة الشمال. 